# Томах, Александр Александрович
Алекса́ндр Алекса́ндрович То́мах (укр. Олександр Олександрович Томах; 17 октября 1948, Минск, СССР) — советский футболист и украинский тренер. Мастер спорта СССР.

## Игровая карьера
Футболом начинал заниматься в Черновцах в детской футбольной школе у тренера Михаила Марковича Писеса. Был капитаном юношеской команды, откуда в 1967 году был переведён в команду мастеров «Буковина», выступавшую в классе «Б». Через два года получил приглашение перейти в запорожский «Металлург», выступавший рангом выше — во 2-й группе класса «А». Первый запорожский этап Томаха длился восемь лет. Здесь он стал капитаном команды, чемпионом УССР 1970 и позже имел несколько предложений от команд высшей лиги. Выбрав днепропетровский «Днепр», футболист с 1976 по 1978 играл в этой команде. Становился мастером спорта СССР.
В 1978 году с целью сохранить за собой квартиру, полученную от руководства запорожской команды, вернулся в «Металлург», где и завершил игровую карьеру.

## Тренерская карьера
Через год Томах поступил в Высшую школу тренеров в Москве, войдя в число 26 человек со всего СССР, прошедших конкурс в этот престижный футбольный ВУЗ. В его группе учились Олег Долматов, Сергей Ольшанский, Вячеслав Амбарцумян, Валерий Маслов, Борис Разинский, Михаил Лохов, Борис Стукалов, Валерий Непомнящий. Во время обучения, получил предложение от секретаря обкома возглавить запорожский «Металлург», находящийся на тот момент на последнем месте в первой лиге. Придя в родной коллектив, молодому тренеру удалось сохранить прописку в чемпионате. В «Металлурге» Томах работал по 1988 год. В 87-м безуспешно боролся за выход в высшую лигу, после чего решил сменить обстановку.
В июне 1988 года по приглашению председателя винницкого областного спортобщества «Колос» Татусяка возглавил «Ниву». В Виннице Томаху помогал Вячеслав Грозный, с которым они работали в Запорожье, и консультировал старый знакомый Ефим Школьников, тренировавший «Ниву» с 1983 по 1986 годы. Во время пребывания в команде Томаха, в Виннице заиграли Иван Шарий, Виталий Косовский, Сергей Попов, Александр Горшков и другие. В 1990 году из-за смерти матери и тяжёлой болезни отца Томах был вынужден уйти из команды и вернуться домой в Запорожье.
После распада СССР Александр Томах руководил одним из подразделений частной фирмы «Укрторгстройматериалы», принадлежащей Виктору Николаевичу Огаренко. Однажды, находясь в командировке в Венгрии, Огаренко и Томах отдыхали вечером в гостинице и в ходе разговора пришли к выводу, что капитал их фирмы даёт им возможность организовать собственную футбольную команду. После возвращения на Украину они принялись воплощать эту идею в жизнь. Организатором команды «Виктор» стал Томах. Он пригласил на должность тренера Бориса Стукалова. С целью использования инфраструктуры спорткомитета ДСТ «Спартак» к проекту присоединился его глава Владимир Лобанов. Огаренко и Томах забрали к себе весь выпуск СДЮШОР «Металлург», который разбавили опытными воспитанниками запорожского футбола. Из России вернули Тараса Гребенюка, из дубля киевского «Динамо» — Максима Тищенко и Владимира Ванина, из павлоградского «Шахтёра» — Валентина Полтавца. Также двух футболистов из России привёз с собой Стукалов. После того как этого российского специалиста пригласили в его родное ставропольское «Динамо», главным тренером «Виктора» стал сам Томах. Из отобранных игроков собрали две команды — взрослую и молодёжную. Молодёжная команда набиралась опыта в заграничных турнирах, а взрослая сначала выиграла чемпионат области, затем прошла переходную лигу и завоевала место во второй лиге. Чем выше поднимался уровень команды, тем сложнее Огаренко, Томаху и Лобанову становилось её финансировать. Одним из вариантов сохранить перспективных игроков «Виктора» для запорожского футбола стал их переход в «Металлург» который был на грани вылета из высшей лиги. После 7 тура чемпионата Украины 1994/95 команда «Виктор» объединилась с клубом высшей лиги. Из «Виктора» в «Металлург» перешли 10 футболистов и главный тренер Александр Томах.
Первый круг объединённый «Металлург» доиграл не очень хорошо, набрав в десяти оставшихся матчей девять очков. Во время зимнего перерыва Томах так подготовил команду, что по результатам второго круга, запорожцы набрали 28 очков и в 17 матчах пропустили только 10 мячей. Запорожцы смогли отобрать очки у «Динамо» (выезд), «Шахтёра» (выезд) и «Днепра» (дома), сыграв со всеми ними 0:0. Аутсайдеры «выносились» с разгромным счётом: тернопольская «Нива» (6:1, выезд), луганская «Заря-МАЛС» (5:0, дома), винницкая «Нива» (4:0, дома), соседи из «Торпедо» (4:0). В следующем сезоне жертвами «металлургов» оказались «Шахтёр» (2:0 и 2:1), «Заря-МАЛС» (5:1 и 5:0), «Днепр» (2:1) и многие другие. В результате — высокое пятое место. Сезон 1996/97 команда провела не так успешно, но сумев при этом переиграть «Динамо» (2:1 и 0:0) и разгромить «Таврию» (8:1) и «Торпедо» (4:0).
В сезоне 1997/98 команда Томаха претендовала на медали, но во время зимнего перерыва несколько его помощников провернули за спиной главного тренера переход четырёх перспективных игроков (Каряки, Ильченко, Олейника и Крипака) в киевский «ЦСКА-Борисфена». После этого предательства у тренера начались проблемы с сердцем, и по совету врачей он был вынужден сменить тренерскую работу на что-то более спокойное, пересев в кресло первого вице-президента клуба.
Через несколько лет по рекомендации Виталия Кварцяного Томах вернулся к тренерской работе в «Система-Борэкс». Затем Ефим Школьников пригласил его в черниговскую «Десну», где сам был начальником команды. Под их руководством «Десна» завоевала право вернуться в первую лигу. Далее работал на административных должностях в киевском «Арсенале» и возглавлял западно-украинскую академию футбола и её базовую команду «Скала» (Моршин).
В 2013 году вернулся в запорожский «Металлург» на должность спортивного директора, а через год в третий раз возглавил запорожцев в качестве главного тренера. В общей сложности за три периода под руководством Томаха «козаки» провели 419 игр. Этот показатель является абсолютным рекордом запорожского «Металлурга».

## Личная жизнь
Отец, сын и внук — все Александры и также футболисты. Отец (1921 г. р.) в прошлом выступал за «Дзержинец» (Харьков) и СКА (Минск), сын (1969 г. р.) играл также в «Буковине» из Черновцов и за ряд других клубов, недолго также был и тренером. Внук (1993 г. р.) действующий игрок, выступал за клубы первой и второй украинской лиги, позже уехал за границу.

## Достижения

### В качестве игрока
«Буковина» (Черновцы)
- Серебряный призёр чемпионата УССР (1): 1968

«Металлург» (Запорожье)
- Победитель чемпионата УССР (1): 1970

### В качестве тренера
«Виктор» (Запорожье)
- Бронзовый призёр Третьей лиги Украины (1): 1993/94

«Металлург» (Запорожье)
- Полуфиналист Кубка Украины (1): 1996/97

«Десна» (Чернигов)
- Победитель Второй лиги Украины (1): 2005/06